# Venturia durangensis
Venturia durangensis là một loài tò vò trong họ Ichneumonidae.